# Salmoral
Salmoral – gmina w Hiszpanii, w prowincji Salamanka, w Kastylii i León, o powierzchni 23 km². W 2011 roku gmina liczyła 190 mieszkańców.